# Lasioglossum duckei
Lasioglossum duckei är en biart som först beskrevs av Johann Dietrich Alfken 1909.  Lasioglossum duckei ingår i släktet smalbin, och familjen vägbin. Inga underarter finns listade i Catalogue of Life.